# Zanclea giancarloi
Zanclea giancarloi is een hydroïdpoliep uit de familie Zancleidae. De wetenschappelijke naam van de soort werd in 2000 gepubliceerd door Boero, Bouillon & Gravili.